# Синдаров, Жавохир
Жавохир Синдаров (род. 8 декабря 2005, Ташкент) — узбекистанский шахматист, гроссмейстер (2019).
Занимается шахматами с четырёх лет. Выигрывал чемпионаты Азии среди школьников в 2012 (блиц), 2014 и 2015 годах. В 2014 году стал также чемпионом мира по рапиду в возрастной категории до 9 лет.
В 2018 году со сборной Узбекистана выиграл Всемирную шахматную олимпиаду среди юниоров (до 16 лет). В том же году завоевал бронзовую медаль чемпионата Узбекистана среди взрослых. В 2019 и 2021 годах становился чемпионом Узбекистана. Один из самых молодых гроссмейстеров в истории и самый молодой в Азии: получил звание в возрасте 12 лет, 10 месяцев и 8 дней.
В 2020 году стал чемпионом Азии среди юношей в возрастной категории до 18 лет. На шахматной олимпиаде 2022 года, выступая за сборную Узбекистана, в 10 партиях одержал 5 побед при 3 ничьих и 2 поражениях и помог команде впервые в её истории завоевать чемпионское звание.

## Спортивные результаты
| Год  | Город     | Турнир                                              | + | − | = | Результат | Место  |
| ---- | --------- | --------------------------------------------------- | - | - | - | --------- | ------ |
| 2016 | Пардубице | «CZECH OPEN 2016 — A — GM open»                     | 2 | 0 | 7 | 5½ из 9   | [ 10 ] |
| 2017 | Ташкент   | «11th Tashkent Open, Agzamov Memorial (Group A)»    | 6 | 0 | 3 | 6 из 9    | [ 11 ] |
|      | Ташкент   | «Zone 3.4 Men Championship 2017»                    | 5 | 2 | 2 | 6 из 9    | [ 12 ] |
| 2018 | Воронеж   | Мемориал Алехина                                    | 5 | 1 | 3 | 6½ из 9   | [ 13 ] |
|      | Коджаэли  | «FIDE World Junior Chess Championships 2018 — Open» | 6 | 3 | 2 | 7 из 11   | [ 14 ] |
|      | Будапешт  | «First Saturday GM October 2018»                    | 6 | 1 | 2 | 7 из 9    | [ 15 ] |
|      | Мальмё    | Мальмё 2025                                         | 2 | 0 | 5 | 4½ из 7   | 1      |

## Изменения рейтинга
| Графики недоступны из-за технических проблем. См. информацию на Фабрикаторе и на mediawiki.org. |